# La maschera della morte
La maschera della morte (The Masks of Death) è un film televisivo del 1984 diretto da Roy Ward Baker, basato sul personaggio di Sherlock Holmes. La storia è però un soggetto originale di Anthony Hinds e dello sceneggiatore N.J. Crisp.
In questo film Peter Cushing torna a vestire i panni di Sherlock Holmes a oltre vent'anni di distanza da quando interpretò lo stesso ruolo nel film La furia dei Baskerville (1959) di Terence Fisher e in televisione nella seconda stagione della serie televisiva Sherlock Holmes (1964-1968) della BBC.

## Trama
A Londra iniziano una serie di strani ed inspiegabili delitti, il primo a farne le spese è un povero barbone. Dopo ogni delitto le vittime vengono tutte ritrovate con una paresi di terrore in faccia. L'Ispettore MacDonald non riuscendo a districare il caso decide di rivolgersi a Sherlock Holmes ma quest'ultimo è oramai anziano e si è ritirato a vita privata fuori da qualsiasi tipo di indagine. Dopo un duplice omicidio a Whitechapel e soprattutto grazie all'intervento del Dottor Watson, Sherlock Holmes decide di seguire il caso. Ma proprio mentre sta indagando sui corpi delle vittime viene convocato dal Ministro dell'Interno per seguire la sparizione di un agente tedesco appena sbarcato in Inghilterra. Holmes, iniziando ad indagare anche su questa sparizione, comincia ad associare i due casi. A complicare ancora di più la vicenda sarà Irene Adler, una sua vecchia conoscenza.